# Moving Picture Experts Group
Moving Picture Experts Group (MPEG) (англ. Moving Picture Experts Group — укр. Експертна група з питань рухомого зображення) — група фахівців у підпорядкуванні ISO, що збирається для вироблення стандартів стиснення цифрового відео і аудіо. Перші збори відбувалися в 1988 році в Ганновері.
Офіційне позначення групи ISO/IEC JTC1/SC29 WG11.

## Характеристики

Методологія стиснення

Методи стиснення MPEG асиметричні, оскільки алгоритми кодування набагато складніші за алгоритми декодування. Кодер має бути алгоритмічним або адаптивним, в той час як декодер простий та виконує обмежений набір дій. Такий підхід застосовано для спрощення використання в задачах мовлення, оскільки складних та дорожчих кодерів набагато менше, аніж простіших та дешевших декодерів. Застосований підхід незвичний для ISO, оскільки стандартизовано не кодери; натомість, визначено алгоритм обробки декодером потоку даних. Декодер, здатний коректно обробляти потік даних називається сумісним. Перевага стандартизації декодерів полягає в тому, що в майбутньому алгоритми кодування можуть поліпшуватись, а сумісні декодери зможуть обробляти створені потоки даних. Стандарти MPEG містять не багато інформації про структуру та дію кодерів, тому реалізації можуть бути пропрієтарними. Це створює умови для конкуренції між різними реалізаціями кодерів, що означає, що найкращі реалізації можуть розвиватись, а користувачі матимуть вибір з-поміж різних пропозицій якості та ціни, а сумісні декодери працюватимуть зі всіма кодерами.
Стандартом MPEG також описано протокол та синтаксис, які дозволяють суміщати (див. мультиплексування) аудіо та відео дані аби створити цифровий еквівалент телепрограми. Декілька програм можуть бути суміщені в один потік даних, й MPEG визначає стандарт створення та передачі цих мультиплексів. Також визначаються метадані, що використовуються декодерами для коректного демультиплексування.

## Стандарти
MPEG (вимовляється, як ем-пег) стандартизувала такі стандарти стиснення і допоміжні стандарти:
- MPEG-1: Вихідний стандарт відео й аудіо компресії. Пізніше застосований, як стандарт для Video CD, також включає популярний формат MP3.
- MPEG-2: Транспортні, відео і аудіо стандарти для широкомовного телебачення. Використовується в цифровому телебаченні ATSC, DVB та ISDB, цифрових супутникових ТВ службах, таких як Dish Network, цифровому кабельному телебаченні, і (з невеликими змінами) у DVD.
- MPEG-3: Початково розроблявся для HDTV, але від нього відмовилися, коли виявилося, що MPEG-2 цілком достатньо для HDTV. (Не плутати з MP3, який є MPEG-1 Layer 3.)
- MPEG-4: Розширює MPEG-1 для підтримки відео/аудіо «об'єктів», 3D контенту, стиснення з низьким бітрейтом і DRM. У нього включено декілька нових високоефективних відео стандартів (альтернатив MPEG-2), зокрема:
  - MPEG-4 Part 2 (ASP) та
  - MPEG-4 Part 10 (або AVC, або H.264). MPEG-4 Part 10 може бути використаний в HD-DVD і Blu-Ray дисках.
  - MPEG-4 Part 14 (MP4)

Також є стандарти, що описують різні мови опису:
- MPEG-7: Формальна система для опису мультимедійного вмісту.
- MPEG-21: MPEG описує стандарт, як мультимедійне середовище розробки.

## Терміни
В MPEG-1 та MPEG-2 послідовність кадрів ділиться на групи (англ. GOP: англ. group of pictures). В групі присутні кадри трьох типів:
- I-кадри (англ. intraframe — внутришньокадрові): передаються з внутрішньокадровим кодуванням, виступають як опорні кадри для декодування решти кадрів у групі, забезпечують можливість початку декодування та відтворення відео практично в будь-який момент часу;
- P-кадри (англ. predictive — передбачені): для передачі кадрів цього типу використовується міжкадрове кодування з компенсацією руху по відношенню до найближчого I-кадра або P-кадра (деякі фрагменти P-кадра можуть кодуватись без передбачення методом внутрішньокадрового кодування);
- B-кадри (англ. bidirectional — двонаправлені): передаються з міжкадрове кодування, компенсація руху відбувається за найближчими кадрами попереду так і позаду від них I-кадрами та P-кадрами. Самі B-кадри не можуть бути використані для передбачення інших кадрів (деякі фрагменти B-кадрів можуть кодуватись внутрішньокадровим методом).

Стандартом MPEG-4 запроваджено об'єктно-орієнтований підхід: зображення та звукові доріжки представлено у вигляді об'єктів.
Відеоб'єктами (англ. Video object, VO) можуть бути зображення людей, предметів, що рухаються на нерухомому тлі, та саме тло. Аудіоб'єктами (англ. Audio object, AO) можуть бути голоси людей, музика, інші звуки. Пов'язані відео- та аудіо- об'єкти утворюють аудіо-візуальний об'єкт (англ. Audio-visual object, AVO). Відео- та аудіо- об'єкти утворюють сцену. Стандартом MPEG-4 визначено спеціалізовану мову для двійкового кодування сцен — англ. Binary format for scenes, BIFS.
На відміну від стандартів MPEG-1 та MPEG-2, в яких використовується фіксований стандартний алгоритм кодування, стандарт MPEG-4 використовує набір методів кодування, як подібних до використаних в MPEG-1,2 так і принципово відмінні.